# إد كال
إد كال (بالإنجليزية: Ed Calle) هو عازف ساكسفون أمريكي، ولد في 10 أغسطس 1959 في كاراكاس في فنزويلا.

## وصلات خارجية
- إد كال على موقع ميوزك برينز (الإنجليزية)
- إد كال على موقع أول ميوزيك (الإنجليزية)
- إد كال على موقع ديسكوغز (الإنجليزية)